# Glutops itoi
Glutops itoi är en tvåvingeart som först beskrevs av Akira Nagatomi 1955.  Glutops itoi ingår i släktet Glutops och familjen Pelecorhynchidae. Inga underarter finns listade i Catalogue of Life.